# Ogród Snów / Romantic Blues
Ogród Snów / Romantic Blues – pierwszy oficjalny singiel nagrany przez zespół Mech pod nazwą Zjednoczone Siły Natury „Mech”. Został wydany w roku 1980 przez wytwórnię Tonpress. Utrzymany w stylistyce rocka i rocka symfonicznego.

## Lista utworów
Strona A
1. "Ogród Snów" (muz. Maciej Januszko, Robert Milewski, Andrzej Nowicki - sł. Maciej Januszko) – 4:50

Strona B
1. "Romantic Blues" (muz. i sł. Robert Milewski) – 3:50

## Twórcy

### Muzycy
źródło
- Maciej Januszko – gitara, śpiew
- Robert Milewski – instrumenty klawiszowe, śpiew
- Janusz Łakomiec – gitara
- Andrzej Nowicki – gitara basowa
- Adam Lewandowski – perkusja